# Ourafane
Ourafane ou Ourofon est une localité et une commune rurale du Niger, département de Tessaoua, région de Maradi.

## Géographie
La localité de Ourofon est située à 44 km au nord du chef-lieu départemental Tessaoua.
| Gangara                  | Gangara             | Gangara    |
| El Allassane Maïreyrey   | Ourafane            | Tirmini    |
| Issaouane, Kanan-Bakaché | Tessaoua, Maïjirgui | Garagoumsa |

## Histoire
La commune rurale de Ourafane instaurée en 2002, est issue du canton de Ourafane.

## Population
Lors du recensement général de 2012, la population communale est relevée à 137 850 habitants, dont 4 349 habitants pour la localité chef-lieu communal.

## Localités
La commune s'étend sur 75 villages et 216 hameaux au nord du département de Tessaoua.

## Services et infrastructures
- Centre de Santé Intégré (CSI) à Ourafane, Dan Aï Saboua, Gao Gayamba Saboua, Gararé, Kahin Gatari, Kaoutchin Kaba et Sabaré[5].
- Collège d'enseignement général (CEG) à Ourafane.
- Centre de formation des métiers (CFM) à Ourafane.